# ON砲

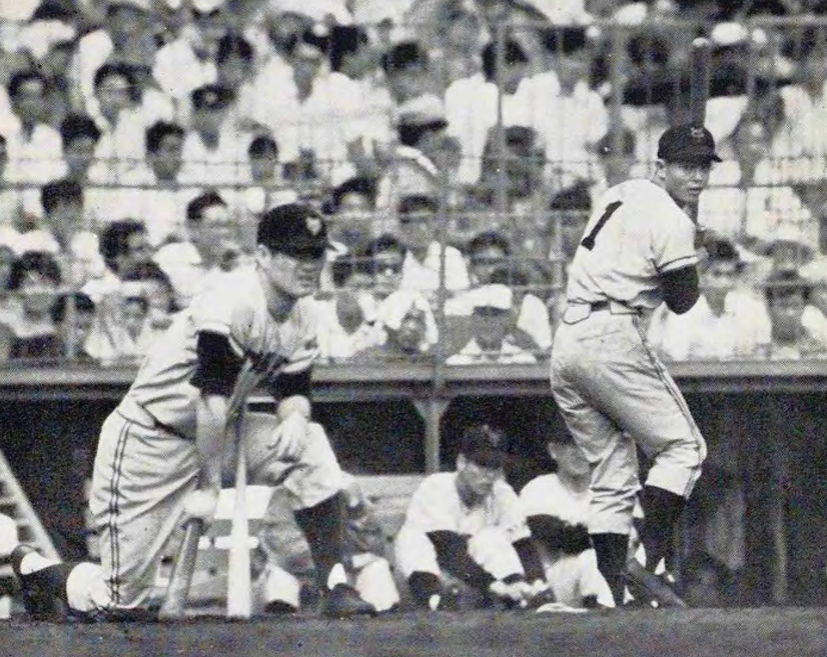
王貞治と長嶋茂雄（1963年）

ON砲（オーエヌほう）とは、1959年から1974年まで、日本プロ野球 (NPB) のセントラル・リーグ（セ・リーグ）所属チームである読売ジャイアンツ（巨人）で活躍した王貞治 (Oh)、長嶋茂雄 (Nagashima) のコンビを指した言葉。

## 概要
ルーキー時から巨人の主軸として活躍していた長嶋茂雄に加え、王貞治が1962年に一本足打法を会得して大ブレーク。翌1963年には2人が巨人優勝の原動力となり、ニューヨーク・ヤンキースのミッキー・マントル、ロジャー・マリスを指すMMキャノンに倣いON砲（あるいはON、ONコンビ等）と呼ばれるようになった。
このON砲という言葉は、『デイリースポーツ』が造り出したものである。なお、通常は3番に王、4番に長嶋を配置していたが、試合によっては打順を入れ替えて3番長嶋、4番王としていたので、NO砲とする案も検討されたが、そうすると「不発弾になってしまう」ということで却下された。
プロレスにおけるジャイアント馬場（元巨人の選手であった馬場正平のリングネーム）とアントニオ猪木によるタッグがBI砲と称されるなど、野球以外にも広まった。
1980年、王・長嶋それぞれが現役引退・監督辞任したことにより巨人におけるON時代は終焉を迎えたが、2人の功績を讃え後楽園球場では1981年から閉場の1987年まで1番ゲートを「王ゲート」、3番ゲートを「長嶋ゲート」と称した。閉場して東京ドームとなってからはこのゲートは一旦姿を消すが、1998年の同球場開場10周年を記念して復活。また後楽園球場閉場の際は一塁ベースは王、三塁ベースは長嶋にそれぞれ寄贈されている。
2000年の日本シリーズにて、王は福岡ダイエーホークスの、長嶋は巨人の、それぞれ監督として対決することとなった（優勝は長嶋巨人）。この日本シリーズは21世紀に入っても「ON対決」として語り継がれている。翌2001年のオールスターゲームでは長嶋率いるセ・リーグ、王率いるパ・リーグが激突した（こちらは王率いるパ・リーグが2勝1敗で勝ち越しとなった）。
王・長嶋は共に国民栄誉賞受賞者でもある。また、公式戦デビューの際の相手投手はいずれも金田正一（当時は国鉄スワローズに所属）で、デビュー戦では金田相手に長嶋は4打数4三振、王は2打数2三振、といずれも三振を喫している。1965年より金田は巨人に移籍して王・長嶋と共にチームメートになり、前人未到の400勝を達成している。

## 記録
通算アベック本塁打106本は史上1位（2位はYK砲の86本）であり、メジャーリーグベースボールの記録（アトランタ・ブレーブスのハンク・アーロンとエディ・マシューズの75本）も上回っている。初のアベック本塁打は天覧試合として知られている1959年6月25日の対阪神タイガース戦（後楽園球場）、最後のアベック本塁打は長嶋の引退試合となった1974年10月14日の対中日ドラゴンズ戦ダブルヘッダー第1試合（後楽園球場）で記録された。この他ONがそれぞれ2本塁打打った試合が1969年5月22日対アトムズ戦（神宮球場）で記録され(スコアは9－4で巨人勝利)、日本シリーズで5度、オールスターゲームで1度のアベック本塁打を記録している。アベック本塁打が出た試合の巨人は.845（87勝16敗3分け）という高勝率を記録した。また、二者連続アベック本塁打も最多の29度記録している。
王が初タイトルを獲得した1962年から長嶋が引退した1974年までの13年間で、本塁打王を全て王が、また打点王を2人で独占し、11度のリーグMVPを2人で獲得した。また、この13年間揃ってベストナインに選出され続けた。この13年間で2人の獲得した打撃三冠タイトル（打率・本塁打・打点）の合計は34（長嶋が7、王が27）であり1973年、1974年の王の三冠王以外に、6度にわたり2人で打撃三冠タイトルを独占した。
なお、王は1968年 - 1970年に、長嶋も1959年 - 1961年に、それぞれ3年連続でセ・リーグの首位打者を獲得した。2024年シーズン終了時点で、セ・リーグの首位打者を3年連続で獲得した打者は、この2人とアロンゾ・パウエル（元中日ドラゴンズ：1994年 - 1996年）の3人のみである。

## ONの打撃スタイル
カウント別打撃機会を比較すると、長嶋が0ストライク33%、2ストライク35%に対して王が0ストライク24%、2ストライク45%で好対照の打撃スタイル。「長嶋は0-2のカウントでは絶対打ってくる」という定評が各チームに流れ、1968年にはわざと0-2のカウントにしてボール臭い球を引っ掛けさせる戦法が流行した。一方の王は1968年に49本中25本を、1976年にも49本中21本
で打つなど、2ストライクの本塁打が全部で281本もあった。
王は引っ張り方向に打球が集中するプルヒッターであり、55本塁打を放った1964年は安打の8割以上が中心よりも右側に集まっていた。王シフトが全チームに普及し、引退するまで独自の工夫を凝らして続けられた。長嶋も単打と本塁打こそ左方向に集中していたが、二塁打と三塁打は左右まんべんなく打ち分けた。相手の投手や球種によって打席の位置やスタンドを変え、野手のいないところに打つ技術が上手かった。そのために打球方向分析には何度データを入れても傾向は掴めず、長嶋シフトは生まれなかった。スランプになると王はポップフライが多くなり、長嶋は遊撃手へのゴロが多くなるといわれた。
長嶋はONの打撃スタイルについて「王選手の打撃フォームは力学的に言ってもパーフェクト。あれは荒川（博）さんと二人三脚で作り上げたもの。王選手と荒川さんは球界でも屈指の師弟コンビといえるだろう」「一方、僕にはこれといった打撃の師匠はおらず、自分で作り上げていった。この点もONが好対照と呼ばれる所以ではないか」と語っている。また、「王選手はいったんスランプに入るとなかなか抜け出せない。その代わり一旦好調になるとそれが2ヶ月も3ヶ月も続く。僕は好不調の波が早く、スランプはすぐ抜け出す代わりに好調も続かなかった。この組み合わせがうまくはまり、『王が打たなければ長嶋が打つ、長嶋が打たなければ王が打つ』というリズムが出来たのだろう」と語っている。

## ONの関係
一般にスターが2人いると軋轢を生みやすいといわれる中、長嶋と王は全く人間関係のトラブルはなかったという。このことは長嶋、王とも異口同音に認めている。ただし、マスコミはライバルでもある2人が仲が悪いかのように煽ることもあったことも、2人とも認めている。長嶋は「ワンちゃんはああいう先輩を立てる男ですからね」と王の人間性を認め、王も「ライバルというなら、長嶋さんのような偉大なバッターがライバルだったことを誇りに思う」と自著『回想』で語っている。
人気面で長嶋にコンプレックスを感じていたことは王自身も認めている（上記『回想』）。どうしても人気でかなわない長嶋への対抗心が王を誰も届かないような記録への挑戦へ向かわせたという。
後年、王は度々「チームを家族とすれば、長嶋さんはいわば長男。チームの顔として全ての責任を負ってやっていた。自分はいわば次男坊として好きなようにやらせてもらっていたから、あれだけの記録を残せたのだと思う」と語っている。テレビ朝日『報道ステーション』内の企画で行われた長嶋の長男・長嶋一茂のインタビューで、王はONの人間関係について「これはもう説明して分かってもらえるものじゃない。たぶん2人にしか分からないと思う」と答えている。
後年、長嶋はON対決について「時代の流れとはいえ、V9時代を築いてきた仲間と勝敗をかけて対決するというのはやりづらかった。」と当時の複雑な心境を語り、「ON対決は2度としたくない」と述べている。一方王の方は長嶋に同意しつつも「もう一度対決して1勝1敗にしたい」と再戦を望んでいる旨を語っている。

## ON砲に対する評価
「記録の神様」と呼ばれたスポーツライターの宇佐美徹也は「王と長嶋が結びつくことによって、二人の力は「1+1=2」ではなく、「1+1=3」ときには「1+1=4」という強力なパワーにふくれあがった。あえて「史上最高の打者は?」と問われれば「王でも長嶋でもなく、それは"ON"です!」と答えたい」と記している。また、『Sports Graphic Number』（文藝春秋）の初代編集長である岡崎満義は「ONに匹敵するコンビは世界を見渡しても1920年代後半～30年代のニューヨーク・ヤンキースの黄金時代を支えたベーブ・ルース、ルー・ゲーリッグくらいだ」と語っている。
2008年に王が福岡ソフトバンクホークス監督退任を明らかにしたとき、王を上回る3度の三冠王を獲得した落合博満（当時中日ドラゴンズ監督）は「日本で本当にスーパースターと言えるのはONだけ。そんじょそこらの人とは訳が違う。オレが辞めるのとは意味合いが違うんだ」と語っている。
現役時代、巨人-阪神の「伝統の一戦」で村山実と共にONをライバル視した江夏豊は「王さん、長嶋さんより凄い打者はこれから先も出てくる可能性はある。しかし、ONというコンビが出てくるかと言えばそれはNOだ。だから日本球界最高の打者は王さんでも長嶋さんでもなくONである」と語っている。
王自身は、ソフトバンク監督時代に「当時、長嶋さんと自分のプレッシャーは（他人とは）違いました。目の前のものを乗り越えるしかありませんでした。だから、＜中略＞（長嶋は17年）自分も20年以上プレーできたのではないでしょうか。＜中略＞（ON時代と言われる）その間に残したインパクトの強烈さと持続性があったからこそ、二人がいつまでもONと呼ばれるのだと思います」と述べている。

## ON砲成績
※2人が揃って現役の時の成績。それぞれの生涯成績は長嶋茂雄の成績・王貞治の成績を参照。成績の太字はリーグ最高。年度の太字は優勝、斜体は日本一。
| 年度   |      | 1959  | 1960  | 1961  | 1962  | 1963  | 1964  | 1965  | 1966  | 1967  | 1968  | 1969  | 1970  | 1971  | 1972  | 1973  | 1974  |
| 打率   | 長嶋 | 0.334 | 0.334 | 0.353 | 0.288 | 0.341 | 0.314 | 0.300 | 0.344 | 0.283 | 0.318 | 0.311 | 0.269 | 0.320 | 0.266 | 0.269 | 0.244 |
| '      | 王   | 0.161 | 0.270 | 0.253 | 0.272 | 0.305 | 0.320 | 0.322 | 0.311 | 0.326 | 0.326 | 0.345 | 0.325 | 0.276 | 0.296 | 0.355 | 0.332 |
| 本塁打 | 長嶋 | 27    | 16    | 28    | 25    | 37    | 31    | 17    | 26    | 19    | 39    | 32    | 22    | 34    | 27    | 20    | 15    |
| '      | 王   | 7     | 17    | 13    | 38    | 40    | 55    | 42    | 48    | 47    | 49    | 44    | 47    | 39    | 48    | 51    | 49    |
| 打点   | 長嶋 | 82    | 64    | 86    | 80    | 112   | 90    | 80    | 105   | 77    | 125   | 115   | 105   | 86    | 92    | 76    | 55    |
| '      | 王   | 25    | 71    | 53    | 85    | 106   | 119   | 104   | 116   | 108   | 119   | 103   | 93    | 101   | 120   | 114   | 107   |
| 得点   | 長嶋 | 88    | 71    | 84    | 69    | 99    | 81    | 70    | 83    | 65    | 80    | 71    | 56    | 84    | 64    | 60    | 56    |
| '      | 王   | 18    | 49    | 50    | 79    | 111   | 110   | 104   | 111   | 94    | 107   | 112   | 97    | 92    | 104   | 111   | 105   |
| 安打   | 長嶋 | 150   | 151   | 158   | 151   | 163   | 144   | 151   | 163   | 134   | 157   | 156   | 128   | 155   | 119   | 130   | 108   |
| '      | 王   | 31    | 115   | 100   | 135   | 146   | 151   | 138   | 123   | 139   | 144   | 156   | 138   | 120   | 135   | 152   | 128   |
| 二塁打 | 長嶋 | 32    | 22    | 32    | 38    | 28    | 19    | 23    | 31    | 25    | 21    | 23    | 22    | 21    | 17    | 14    | 16    |
| '      | 王   | 7     | 19    | 25    | 28    | 30    | 24    | 19    | 14    | 22    | 28    | 24    | 24    | 18    | 19    | 18    | 18    |
| 三塁打 | 長嶋 | 6     | 12    | 9     | 5     | 6     | 6     | 5     | 3     | 3     | 4     | 2     | 2     | 2     | 0     | 0     | 1     |
| '      | 王   | 1     | 3     | 6     | 2     | 5     | 0     | 1     | 1     | 3     | 0     | 0     | 0     | 2     | 0     | 0     | 0     |
| 塁打   | 長嶋 | 275   | 245   | 292   | 274   | 314   | 268   | 235   | 278   | 222   | 303   | 279   | 220   | 282   | 217   | 204   | 171   |
| '      | 王   | 61    | 191   | 176   | 281   | 306   | 340   | 285   | 283   | 308   | 319   | 312   | 303   | 259   | 298   | 323   | 293   |
| 盗塁   | 長嶋 | 37    | 21    | 31    | 14    | 18    | 16    | 13    | 2     | 14    | 2     | 8     | 1     | 1     | 4     | 3     | 3     |
| '      | 王   | 3     | 5     | 10    | 6     | 9     | 6     | 2     | 9     | 3     | 5     | 5     | 1     | 8     | 2     | 2     | 1     |
| 四球   | 長嶋 | 70    | 70    | 88    | 51    | 86    | 96    | 50    | 58    | 37    | 66    | 38    | 40    | 59    | 63    | 37    | 24    |
| '      | 王   | 24    | 67    | 64    | 72    | 123   | 119   | 138   | 142   | 130   | 121   | 111   | 119   | 121   | 108   | 124   | 158   |
| 敬遠   | 長嶋 | 17    | 32    | 35    | 7     | 18    | 15    | 12    | 14    | 4     | 12    | 1     | 1     | 8     | 11    | 3     | 0     |
| '      | 王   | 1     | 5     | 3     | 9     | 12    | 20    | 29    | 41    | 30    | 18    | 12    | 24    | 17    | 18    | 38    | 45    |
| 出塁率 | 長嶋 | 0.426 | 0.422 | 0.456 | 0.354 | 0.437 | 0.433 | 0.363 | 0.413 | 0.334 | 0.398 | 0.359 | 0.32  | 0.395 | 0.352 | 0.318 | 0.288 |
| '      | 王   | 0.262 | 0.375 | 0.358 | 0.376 | 0.452 | 0.456 | 0.490 | 0.495 | 0.488 | 0.475 | 0.472 | 0.476 | 0.435 | 0.435 | 0.500 | 0.532 |
| 長打率 | 長嶋 | 0.612 | 0.542 | 0.652 | 0.522 | 0.657 | 0.584 | 0.467 | 0.586 | 0.468 | 0.613 | 0.556 | 0.462 | 0.581 | 0.484 | 0.422 | 0.387 |
| '      | 王   | 0.316 | 0.448 | 0.444 | 0.565 | 0.640 | 0.720 | 0.666 | 0.715 | 0.723 | 0.722 | 0.690 | 0.713 | 0.597 | 0.654 | 0.755 | 0.761 |
| OPS    | 長嶋 | 1.038 | 0.964 | 1.108 | 0.876 | 1.094 | 1.017 | 0.830 | 0.999 | 0.802 | 1.011 | 0.915 | 0.782 | 0.976 | 0.836 | 0.740 | 0.675 |
| '      | 王   | 0.569 | 0.823 | 0.802 | 0.941 | 1.092 | 1.176 | 1.156 | 1.210 | 1.211 | 1.197 | 1.162 | 1.189 | 1.032 | 1.089 | 1.255 | 1.293 |

## 備考
2010年代半ばには、北海道日本ハムファイターズの大谷翔平と中田翔のコンビに対して「ON砲」「平成のON砲」の呼称が使われている。また、2020年代中田と岡本和真も令和のONと呼ばれることがある。